# Миклош, Анна Анатольевна
А́нна Анато́льевна Ми́клош (при рождении — Молчанова; род. 23 июня 1978, Ленинград, РСФСР, СССР) — российская актриса театра и кино.

## Биография
Анна Миклош родилась 23 июня 1978 года в Ленинграде (ныне — Санкт-Петербург). Фамилия при рождении — Молчанова, но во время съёмок в сериале «Тамбовская волчица» в 2005 году сменила её на Миклош. Миклош — фамилия деда актрисы по линии отца, предки которого проживали в Венгрии. 
В детстве занималась в танцевальной студии. С 18 лет живёт самостоятельной жизнью, снимала квартиру в Санкт-Петербурге. 
Окончила факультет искусств Санкт-Петербургского государственного университета культуры и искусств (СПбГУКиИ) по специальности «режиссёр театрализованных представлений и праздников» (курс Виктора Елисеева).

### Творческий путь
Первая роль Анны в кино была эпизодической, в 1998 году режиссёр Юрий Мамин пригласил её сняться в его новом фильме «Горько!». В нём она сыграла студентку в бигуди, которая была соседкой по общежитию главной героини. Потом последовали эпизоды в сериалах «Улицы разбитых фонарей» (2002) и «Вовочка». Следующей работой был сериал «Агент национальной безопасности», но роль опять же была слишком фрагментарной. 
В 1999 году на съёмках очередного фильма Анна приглянулась главному оператору, и он пригласил её сняться в клипе неизвестной на тот момент российской рок-группы «Краденое солнце». 
С 2001 по 2008 годы Анна параллельно работала по профессии — режиссёром театрализованных представлений и праздников. 
В 2001 году снялась в роли секретаря в фильме «Первое мая». В 2002 году для образа Любани в криминальном сериале «Крот 2» Анне пришлось кардинально сменить имидж — она побрилась наголо. В 2003 году устраивается на работу ведущей на ТРК «5 канал» и работает вплоть до 2005 года. 
Прорывом в карьере молодой актрисы стал телесериал «Тамбовская волчица» (2005), где она сыграла главную роль — Ольгу Зарецкую. 
В 2006 году на экраны выходит телесериал «Катерина», где она исполнила главную роль и сотрудничала на съёмочной площадке с Ириной Розановой, Сергеем Перегудовым и Олегом Черновым. 
Затем Аннa активно снимается: выходят сериал «Расписание судеб» (2007), фильм «Городской пейзаж» (2007). В сериале «Ермоловы» (2008) актриса исполнила роль Аси Раевской. В 2008 году выходит многосерийный сериал «Родные люди», где она сыграла одну из главных ролей.

### Личная жизнь
- Сын — Александр (род. 2015)[5].
- Фактические отношения — Константин, человек «из мира кино»[6].

## Творчество

### Роли в театре
Театр документальной пьесы «Театр.doc» (Москва)
- 2010—2011 — спектакль «Офисное б…ство»[7]

Санкт-Петербургский театр «Русская антреприза» имени Андрея Миронова
- 2012 — спектакль «Голый король» по пьесе Юрия Цуркану по мотивам одноимённой пьесы Евгения Шварца (режиссёр — Юрий Цуркану, премьера — 22 декабря 2012 года) — принцесса[8]

### Фильмография
| Год       |   | Название                                                                | Роль                                                                        |
| --------- | - | ----------------------------------------------------------------------- | --------------------------------------------------------------------------- |
| 1998      | ф | Горько!                                                                 | студентка в бигуди, соседка по общежитию главной героини (эпизод)           |
| 1998—2004 | с | Вовочка                                                                 | секретарша «нового русского»                                                |
| 2001      | ф | Первое мая                                                              | Ольга, секретарь                                                            |
| 2001—2002 | с | Улицы разбитых фонарей 4 (серия № 12 «Везёт же людям!»)                 | Ирина Кораблёва                                                             |
| 2002      | с | Крот 2                                                                  | Любаня, представительница движения скинхедов                                |
| 2005      | с | Тамбовская волчица                                                      | Ольга Зарецкая                                                              |
| 2006      | с | Катерина                                                                | Екатерина Маркова                                                           |
| 2007      | с | Расписание судеб                                                        | Нонна в молодости                                                           |
| 2007      | ф | Городской пейзаж                                                        | Ксения                                                                      |
| 2008      | с | Ермоловы                                                                | Анастасия Раевская, жена Константина Ермолова                               |
| 2008      | с | Родные люди                                                             | Аня Кузнецова                                                               |
| 2008      | ф | Синяя борода                                                            | Таня Аркадьева, медсестра / Наталья                                         |
| 2009      | с | Офицеры 2                                                               | Анна Белкина, старший лейтенант                                             |
| 2009      | с | Правило лабиринта                                                       | Маша                                                                        |
| 2009      | ф | Дочки-матери                                                            | Юля Скачкова                                                                |
| 2010      | ф | Месть без права передачи                                                | Надежда                                                                     |
| 2010      | с | Возмездие                                                               | Мария, мать-одиночка, сотрудница фирмы по уборке квартир                    |
| 2011      | с | Тайны следствия 10 (серии № 15-16 «Любовь к деньгам с первого взгляда») | Юля                                                                         |
| 2011      | с | Я дождусь…                                                              | Ольга, сестра Клавы                                                         |
| 2011      | с | СМЕРШ: Легенда для предателя                                            | Анастасия, сотрудник абвера                                                 |
| 2011      | с | Катерина 3. Семья                                                       | Катерина Харламова                                                          |
| 2012      | с | Однажды в Ростове                                                       | Зоя Лагутина, временная певица в ростовском кинотеатре «Октябрь»            |
| 2012      | с | Счастливый билет                                                        | Елена Дронова                                                               |
| 2012      | с | Любовь как несчастный случай                                            | Александра Волгина, хирург                                                  |
| 2013      | с | Моё любимое чудовище                                                    | Марина Громова                                                              |
| 2014      | с | Гончие 6                                                                | Людмила, жена подполковника полиции Юрия Рубцова                            |
| 2014      | с | Метеорит                                                                | Кира Веллер, биохимик, заведующая лабораторией                              |
| 2015      | с | Ника                                                                    | Вероника (Ника) Леонидовна Беляева, владелица галереи                       |
| 2016      | с | Забытая женщина                                                         | Ольга Коростылёва, жена Сергея Анатольевича Коростылёва                     |
| 2016      | с | Консультант                                                             | Анжела Лещинская, сотрудник милиции                                         |
| 2017      | с | Домохозяин                                                              | Ирина Ковригина, предприниматель, жена Вильяма Ковригина                    |
| 2017      | с | Там, где нас нет                                                        | Ольга Рудакова, жена бизнесмена Михаила Рудакова, мать Юлии и Алёши         |
| 2017      | с | Авария                                                                  | Евгения Краснова, хирург, автор уникальной методики, вдова Родиона Краснова |
| 2018      | с | Семейное дело                                                           | Соня Малинина                                                               |
| 2018      | ф | Три дня на любовь                                                       | Нина Маркова, риелтор, жена кардиохирурга Аркадия Маркова                   |
| 2018      | ф | Экспроприатор                                                           | Ирина, возлюбленная Юрия Алексеева «Барона»                                 |
| 2018      | ф | Беглянка                                                                | Анна Колесниченко, врач                                                     |
| 2019      | с | Начнём всё сначала                                                      | Надежда, жена Петра                                                         |
| 2019      | с | Никогда не бывает поздно                                                | Ольга Торопова, жена Игоря, мать Кристины                                   |
| 2019      | с | Моя идеальная мама                                                      | Надежда Соловьёва, мать травмированной гимнастки Полины                     |
| 2020      | ф | Беглянка-2                                                              | Анна Колесниченко, врач                                                     |
| 2021      | с | Я заберу твою семью                                                     | Елена                                                                       |

### Работа на телевидении
- С 2003 по 2005 годы — ведущая телевизионных программ «Кроссворд», «Умные деньги» и «Утро в большом городе» на российском «Пятом канале».

### Прочее
- 17 декабря 2013 года Анна Миклош была ведущей большого благотворительного концерта «Особенный концерт — особенным детям», прошедшего в Доме молодёжи «Форпост» в Санкт-Петербурге[9].